# Aleksander Lapin
Aleksandr Pávlovich Lapin (en ruso: Алекса́ндр Па́влович Ла́пин; nacido el 1 de enero de 1964) es un oficial del ejército ruso que actualmente es el comandante del Distrito Militar Central desde el 22 de noviembre de 2017. Fue ascendido al rango de coronel general en 2019.
El 10 de enero de 2023, Alexander Lapin fue nombrado jefe de Estado Mayor de las Fuerzas Terrestres de las Fuerzas Armadas rusas. Se sabe que este oficial fue Jefe Adjunto del Estado Mayor en sus últimos meses y estuvo al mando del Grupo de Combate Central hasta finales de octubre de 2022.

## Biografía

### Primeros años y carrera
Aleksandr Lapin nació el 1 de enero de 1964 en una familia de clase trabajadora.
Después de graduarse de la escuela secundaria, estudió en el Instituto de Tecnología Química de Kazan de 1981 a 1982. De 1982 a 1984 sirvió en las filas del ejército soviético en las Fuerzas de Defensa Aérea Soviéticas. 
Después del servicio militar, ingresó en la Escuela Superior de Mando de Tanques de Kazan, que lleva el nombre del Presídium del Sóviet Supremo de la República Autónoma Socialista Soviética Tártara, donde se graduó en 1988. Después de graduarse, se desempeñó como comandante de un pelotón de tanques y una compañía de tanques en el Distrito Militar de Leningrado y en las Fuerzas Costeras de la Flota del Norte.

### Distrito Militar Central

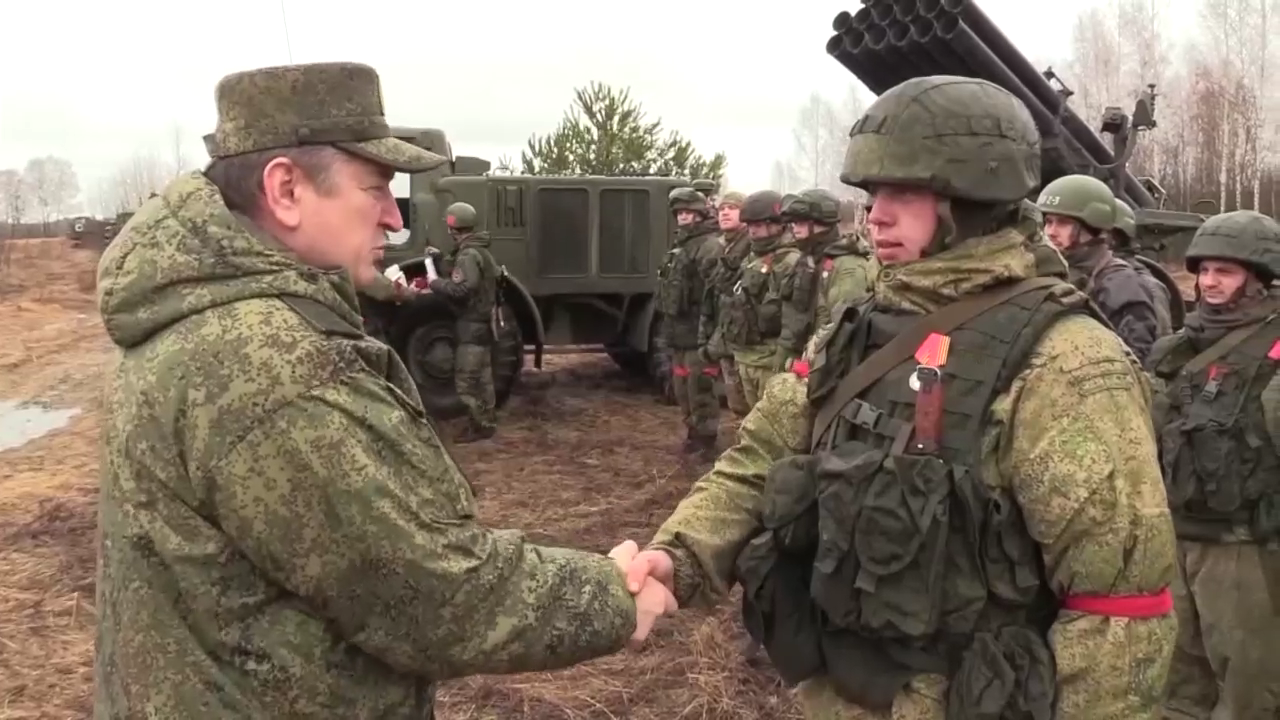
Lapin entrega medallas a las tropas que participaron en la invasión de Ucrania, abril de 2022

Desde el 22 de noviembre de 2017, Lapin es actualmente el comandante del Distrito Militar Central. Desde octubre de 2018 hasta enero de 2019, Lapin fue el Comandante de la agrupación de las tropas y fuerzas rusas en Siria.
En 2020, se graduó de la facultad de reciclaje y perfeccionamiento del personal de mando superior de la Academia Militar del Estado Mayor.
En junio de 2022 se reveló que es el comandante del Grupo de Ejércitos "Centro" de las Fuerzas Armadas Rusas en la invasión rusa de Ucrania de 2022.